# Resolución 951 del Consejo de Seguridad de las Naciones Unidas
La resolución 951 del Consejo de Seguridad de las Naciones Unidas, adoptada sin votación el 21 de octubre de 1994, observando con pesar el fallecimiento del juez de la Corte Internacional de Justicia Nikolai Konstantinovitch Tarassov el 28 de septiembre de 1994, el Consejo decidió que en concordancia al Estatuto de la Corte las elecciones para llenar la vacante se efectuarían el 26 de enero de 1995 en una sesión del Consejo de Seguridad y durante la cuadragésimo novena sesión de la Asamblea General.
Tarassov, un diplomático ruso, fue un miembro de la Corte desde 1985. Su período del cargo iba a terminar en febrero de 1997.